# Pype Hayes Hall
Pype Hayes Hall est une ancienne maison de maître dans le quartier Pype Hayes d'Erdington, Birmingham, Angleterre. Le terrain de la maison forme maintenant le parc Pype Hayes. Il se trouvait autrefois dans le comté historique du Warwickshire avant d'être transféré dans le nouveau comté des West Midlands, avec le reste de la ville, en 1974. Il a le statut de monument classé de catégorie II.

## Histoire
L'histoire du Manoir de Pype est obscure, cependant il semble que le Manoir fait partie de la dot de Dorothy Arden, fille et cohéritière de Robert Arden de Berwood (aujourd'hui Castle Vale), lors de son mariage vers 1625 avec Hervey Bagot, deuxième fils de Hervey Bagot, 1er baronnet.
Bagot entoure de nombreux acres de terrain et vers 1630 construit la nouvelle maison de maître et le parc. Il vit dans la maison pendant 15 ans avant d'être tué à la bataille de Naseby en 1645 où il est colonel royaliste pendant la guerre civile. Les membres des branches cadettes de la famille Bagot continuent à vivre au manoir pendant plus de 250 ans. Les ajouts ultérieurs à la propriété comprennent l'écurie qui porte la date de 1762 et la maison est considérablement agrandie et améliorée au milieu du XIXe siècle.
Le poète Robert Southey (1774–1843) travaille au manoir sur sa biographie de 1833 de William Cowper, un ami des Bagot.
Entre 1881 et 1888, les Bagot vendent environ 700 acres du domaine à Birmingham Tame and Rea Drainage Board pour la création et l'agrandissement du Minworth Sewage Works. La maison est louée à des locataires avant d'être finalement vendue par les Bagots en 1920 à la ville de Birmingham. Le conseil municipal adapte le parc (Pype Hayes Park) pour les loisirs publics et la maison est depuis affectée à diverses utilisations sociales publiques.

## Actualité
Pype Hayes est géré comme un foyer résidentiel pour enfants d'environ 1949 aux années 1970.
En 2015, le manoir et les dépendances sont achetés par le promoteur immobilier Gerry Poutney, qui annonce son intention de les restaurer pour en faire un hôtel de 60 lits, un spa et une piscine.